# Jatiharjo (Pulokulon)
Jatiharjo is een bestuurslaag in het regentschap Grobogan van de provincie Midden-Java, Indonesië. Jatiharjo telt 7154 inwoners (volkstelling 2010).